# Straszowicka Góra
Straszowicka Góra – wzgórze, wzniesienie, położone w obrębie Wzgórz Trzebnickich, w mikroregionie Wzgórz Skrzypińskich. Wierzchołek znajduje się w gminie Wołów, w obrębie ewidencyjnym wsi Straszowice. Położony jest na wysokości bezwzględnej wynoszącej 138 m n.p.m.

## Położenie i otoczenie
Straszowicka Góra jest jednym ze wzniesień Wzgórz Trzebnickich, będących mezoregionem o identyfikatorze 318.44 (według regionalizacji fizycznogeograficznej opracowanej przez Jerzego Kondrackiego), należących do Wału Trzebnickiego (makroregion o indeksie 318.4). W ramach tych Wzgórz Trzebnickich wyróżnia się także mikroregion, obejmujący Straszowicką Górę – Wzgórza Skrzypińskie (mikroregion o indeksie 318.443). Wzniesienie to leży w południowo-zachodniej części wymienionego mikroregionu. Pod względem regionalizacji przyrodniczo-leśnej wzgórze położone jest w mezoregionie Wzgórz Trzebnicko-Ostrzeszowskich. Ponadto warto zaznaczyć, iż obszar ten leży w granicach Parku Krajobrazowego Dolina Jezierzycy.
Wzniesienie otoczone jest częściowo innymi wzniesieniami należącymi do Wzgórz Skprzypińskich, a po stronie zachodniej i północno-zachodniej rozpościera się już inny mikroregion należący do Wzgórz Trzebnickich. Jest nim mianowicie Obniżenie Pełczyńskie (mikroregion o indeksie 318.442). Najbliższymi, nazwanymi wierzchołkami Wzgórz Skrzypińskich są (począwszy od strony północnej w kierunku zgodnym z ruchem wskazówek zegara): Gozd, Czubatka, Kozłówka, Masłowiec, Lisina, Brzeźnik, Piaskowiec, Siodłkowicka Góra, Kocierz, Smolno, Chynowiec i Wołowska Góra położona już w kierunku południowo-zachodnim względem Straszowickiej Góry.
Natomiast pod względem podziału administracyjnego wzniesienie jest położone na terenie gminy Wołów (w obrębie ewidencyjnym wsi Straszowice, ale masyw wzniesienia przecina granica obrębów ewidencyjnych i obok jego wierzchołka po stronie południowo-wschodniej przebiega granica z obrębem ewidencyjnym wsi Miłcz). Gmina ta przynależy do powiatu wołowskiego w województwie dolnośląskim.

## Charakterystyka
Przyjmuje się, że najwyższy punkt wzgórza Piaskowiec osiąga wysokość bezwzględną wynoszącą 138 m n.p.m.. I taka wysokość wzniesienia ujęta jest w rozporządzeniu Prezesa Rady Ministrów z 1954 r. określające jego nazwę. Niemiecka, przedwojenna mapa z ówczesną nazwą wzniesienia, podaje wartość wysokości bezwzględnej położenia koty wierzchołka z nieco większą dokładnością, a mianowicie jest to wartość 137,6 m n.p.m.. Także w niektórych współczesnych opracowaniach, serwisach internetowych czy mapach podawana jest wysokość bezwzględna wierzchołka i często jest to ta sama wartość, co w wyżej wymienionym rozporządzeniu.
Generalnie teren wzniesienia zagospodarowany jest jako użytki rolne. Przecinają go napowietrzne linie energetyczne. Najbliższy obszar jednak już u podnuża masywu obfituje w lasy. Wieś Straszowice położona jest na zachód od wierzchołka. Po stronie południowo-zachodniej zaś przepływa struga o nazwie Młynówka, lewy dopływ rzeki Jezierzyca. Po stronie południowo-zachodniej przebiega droga, którą włączono do sieci turystycznych, gminnych szlaków rowerowych. Znajduje się tu stacja uzdatniania wody.
W rejonie samego wierzchołka znajduje się bardzo niewielki obszar zadrzewienia śródpolnego, który jest lasem o polu powierzchni wynoszącym 0,18 ha. Podlega on Regionalnej Dyrekcji Lasów Państwowych we Wrocławiu, nadleśnictwo Wołów, leśnictwo Smogorzów. Jest to las gospodarczy. Pod względem typu siedliskowego lasu określany jako bór mieszany świeży.

## Nazwa
Nazwa własna – Straszowicka Góra – jest nazwą urzędową. Została ustalona i ujęta w państwowym rejestrze nazw geograficznych na podstawie Zarządzenia nr 70 z dnia 30 marca 1954 r. wydanego przez Prezesa Rady Ministrów (Monitor Polski z 1954 nr 38, poz. 516). Odnosi się ona do ukształtowania terenu należącego do rodzaju wzgórza, wzniesienia. W rejestrze tym przypisano jej identyfikator: PRNG – 205731, identyfikator IIP – PL.PZGiK.320.NGRP.205731. Podaje on następujące współrzędne geograficzne punktu głównego masywu: szerokość geograficzna – 51°22'35" N, długość geograficzna – 16°42'01" E. W rejestrze tym jest ważna od 21.04.2015 r..
W czasie przynależności tego obszaru do Niemiec wzniesienie nosiło nazwę w języku niemieckim – Wein Berg.